# Telkibánya
Telkibánya är en ort (by) i provinsen Borsod-Abaúj-Zemplén i nordöstra Ungern. Orten har 565 invånare (2024), på en yta av 46,82 km². Den ligger cirka 59,5 kilometer nordost om Miskolc.